# Ловелл, Джоселин
Джоселин Чарльз Бьёрн Ловелл (англ. Jocelyn Charles Bjorn Lovell; 19 июля 1950, Норидж — 3 июня 2016, Торонто) — канадский трековый велогонщик, выступал за национальную сборную Канады в период 1968—1983 годов. Двукратный чемпион Панамериканских игр, обладатель трёх золотых медалей Игр Содружества, участник трёх летних Олимпийских игр, многократный победитель первенств Канады в различных трековых дисциплинах.

## Биография
Джоселин Ловелл родился 19 июля 1950 года в городе Норидж графства Норфолк в Англии, однако уже в 1954 году его семья переехала на постоянное жительство в Канаду. Активно заниматься велоспортом начал в возрасте тринадцати лет.
Первого серьёзного успеха на взрослом международном уровне добился в сезоне 1968 года, когда вошёл в основной состав канадской национальной сборной и благодаря череде удачных выступлений удостоился права защищать честь страны на летних Олимпийских играх в Мехико. Выступал на Играх в спринте и гите на 1000 метров, в первом случае выбыл из борьбы за медали после четырёх заездов, тогда как во втором случае занял итоговое седьмое место. Год спустя побывал на чемпионате мира по трековым велогонкам в Брно, где стал девятым в километровой гонке среди любителей.
В 1971 году Ловелл завоевал золотую медаль в гите на Панамериканских играх в Кали. Будучи одним из лидеров велосипедной команды Канады, благополучно прошёл отбор на Олимпийские игры в Мюнхене — на сей раз расположился на пятнадцатой строке в гите и стал девятнадцатым в командной гонке преследования на 4000 метров.
На Панамериканских играх 1975 года в Мехико вновь одержал победу в гите. Позже защищал честь страны на домашних Олимпийских играх в Монреале — занял тринадцатое место в гите и одиннадцатое в командной гонке преследования.
Одним из самых успешных сезонов в спортивной карьере Ловелла оказался сезон 1978 года, когда он завоевал три золотые медали в трёх разных трековых дисциплинах на Играх Британского Содружества наций в Эдмонтоне и выиграл серебряную награду на чемпионате мира по трековым велогонкам в Мюнхене — в любительской индивидуальной гонке с раздельным старом уступил только представителю ФРГ Лотару Томсу. Последний раз показал сколько-нибудь значимый результат на международной арене в 1982 году, когда занял девятое место в гите на чемпионате мира в Лестере.
Спортивная карьера Джоселина Ловелла прервалась преждевременно, в августе 1983 года во время тренировки сзади на него наехал самосвал, в результате чего он получил переломы шеи и таза, а также паралич всех четырёх конечностей. Уголовного дела по этому инциденту заведено не было, и виновника никак не наказали.
В дальнейшем Ловелл проживал в городе Миссиссога провинции Онтарио. Ещё до аварии в 1981 году он женился на известной канадской конькобежке и велогонщице Сильвии Бурке, однако в 1986 году они расстались. Впоследствии женился второй раз на другой женщине. За выдающиеся достижения в велоспорте в 1985 году был введён в Канадский зал славы спорта.
Умер 3 июня 2016 года в Торонто в возрасте 65 лет.